# لانس ديكسون
لانس ديكسون (بالإنجليزية: Lance Dickson)‏ هو لاعب كرة قاعدة أمريكي، ولد في 19 أكتوبر 1969 في فوليرتون في الولايات المتحدة.